# Wu Chengzhen
Wu Chengzhen (Wuhan, China; 14 de enero de 1957) es la primera mujer china en ser ordenada fangzhang (abadesa) en 1800 años de la historia taoísmo. Realizó estudios en filosofía sobre la función del taoísmo en la sociedad. 

## Biografía

### Familia y primeros años
Wu Yuanzhen ( en chino: 吳元真 ) nació el 14 de enero de 1957, en el distrito de Xinzhou, Wuhan, provincia de Hubei, China. Es la hija menor de una familia de 6 hermanos y hermanas. Wu proviene de una familia donde hay budístas, cristianos y taoístas. Cuando era niña, Wu leía libros pertenecientes a sus familiares sobre budismo, cristianismo y taoísmo. Estudió hasta la secundaria, antes de la Revolución Cultural. Cuando terminó de estudiar la secundaria comenzó a trabajar como contadora, en ese momento no tenía opciones para una educación superior formal. Wu comenzó a estudiar por su cuenta, leyendo textos sobre filosofía, teología e iluminación. A  la edad de 23 años, siguiendo el ejemplo de su hermana mayor, se comprometió con el taoísmo y cambió su nombre a Wu Chengzhen.

### Monacato
Wu comenzó a trabajar como cocinera y jardinera en el Templo Taoísta de Changchun en Wuhan. En marzo de 1984  eligió como su maestro a con Xie Zhongxin, el Fanghzan número 22 del Templo Baiyun en Beijing, y le fue otorgado el título de Chengzeng. En 1995, Wu fue nombrada zhuchi (abadesa de menor rango) del Templo de Changchun, construido durante la dinastía Yuan, es uno de los más importantes de China y  fue seleccionada como vicepresidenta de la Asociación Taoísta de Wuhan.
Desde que Wu Chengzhen se convirtió en monja en 1984, ha sido activa en la política, los medios, y una de sus funciones principales ha sido recaudación de fondos. El clero taoísta depende de las donaciones públicas para sus proyectos de obras públicas. Según los informes, Wu tiene alrededor de 10.000 seguidores que donan anualmente al menos 2 millones de yuanes (292.920 dólares estadounidenses), destinados a cuidar a los pobres y los niños y niñas que han abandonado la escuela, las viudas, así como para proyectos de construcción de puentes, carreteras, escuelas y  actividades de socorro en casos de desastre.

### Estudios
En 2001, Wu estudió una maestría en filosofía en la Universidad de Ciencia y Tecnología de Huazhong. Se convirtió en presidenta de la provincia de Hubei y de las asociaciones taoístas de Wuhan en 2007. En 2009, Wu comenzó a estudiar su doctorado en la Universidad Renmin de China, con un tema de tesis que evalúa la función del taoísmo en la creación de una sociedad armoniosa. En 2009, fue elegida por unanimidad por todos los líderes de todos los departamentos del Templo de Changchun para servir como su abadesa principal. Su ordenación se llevó a cabo el 15 de noviembre de 2009. En 2014, Wu viajó a Estados Unidos y ayudó a fundar la Asociación Taoísta de Estados Unidos.

### Trayectoria como abadesa
En diciembre de 2007, Wu Chengzhen fue elegida presidenta de la tercera Asociación Taoísta de la provincia de Hubei. En mayo de 2009, el Templo de Changchun estaba a punto de restaurar el sistema de abades. Wu Chengzhen fue invitada a ser elegida abad del Templo de Changchun por voto unánime. 
El 15 de noviembre de 2009, Wu Chengzhen fue ascendida oficialmente a abad. Se convirtió en la primera abad ascendida de Kun Dao en la historia del taoísmo chino y también en la primera abad del taoísmo. Figuras taoístas y creyentes de toda China, Francia, Malasia, Singapur, Egipto y otros países acudieron al Templo de Changchun ; Qi Xiaofei, subdirector de la Administración Estatal de Asuntos Religiosos de China, y Ren Farong, presidente de la Asociación Taoísta China , participaron en la ceremonia. 